# Gangilonga
Gangilonga ist ein Verwaltungsbezirk (englisch Ward) des Distrikts Iringa (MC) in der tansanischen Region Iringa.

## Geografie
Gangilonga liegt im südlichen Hochland von Tansania, es ist ein Stadtteil im Norden der Regionshauptstadt Iringa. Der Bezirk grenzt im Norden an Mtwivila und Kihesa, im Osten an Igumbilo, im Süden an Ruaha und im Westen an Kitanzini, Makorongoni, Ilala und Mkwawa. Bei der Volkszählung 2022 lebten 7892 Menschen in 2037 Haushalten auf einer Fläche von 6 Quadratkilometern.

## Gliederung
Der Bezirk besteht aus neun Stadtteilen (swahili Mtaa):
- Kinondoni
- Kichangani
- FFU
- Lugalo A
- Lugalo B
- Wilolesi
- Sabasaba
- Gangilonga
- Kiliman

## Infrastruktur
- Bildung: Im Bezirk liegen fünf weiterführende Schulen.[8] Staatliche Schulen sind die Iringa Girls Secondary School, eine Internatsschule mit einer Ausbildung bis zur 6. Stufe,[9] die Kleruu Secondary School für Tagesschüler bis zur Stufe 4[10] und die Lugalo Secondary School, die Tages- und Internatsschüler bis zur 6. Stufe ausbildet.[11] Die Highlands Secondary School und die Ummu-Salama Secondary School sind private Tagesschulen bis zur 6. Stufe.[12][13] Ebenfalls im Bezirk liegt die private Ruaha Catholic University.[14]
- Gesundheit: In Gangilonga befinden sich das staatliche Regionalkrankenhaus,[15] eine private Poliklinik[16] und eine private Zahnklinik.[17]
- Verkehr: Durch den Bezirk verläuft die Nationalstraße T5 nach Dodoma.[18]

## Sehenswürdigkeiten
Die Boma ist ein lokales Museum, das in einem deutschen Kolonialgebäude aus dem Jahr 1900 eingerichtet wurde.